# His Only Son (2023)
His Only Son ist ein Bibelfilm aus dem Jahr 2023 von dem US-amerikanischen Filmemacher David Helling.
Das Filmdrama thematisiert die Bindung Isaaks.

## Handlung
Der Film erzählt die Geschichte des Alten Testaments, als Abraham von Gott befohlen wurde, seinen Sohn Isaak auf dem Berg Moria zu opfern. Als Abraham zusammen mit Isaak und zwei Dienern zum Ort des Opfers reist, wird er von lebhaften Erinnerungen an die Jahre überflutet, in denen er und Sarah sich nach dem Sohn gesehnt hatten, der ihnen versprochen worden war. Kurz bevor Isaak geopfert wird stoppt schließlich ein Engel Abraham und an seiner Stelle wird ein Widder geopfert.

## Produktion
His Only Son ist der Debütfilm von Filmemacher David Helling, einem ehemaligen US-Marine. Die Produktion, für die 250.000 US-Dollar zur Verfügung standen, nahm fünf Jahre in Anspruch. Die Dreharbeiten fanden in Kalifornien statt.

## Veröffentlichung und Verkaufszahlen
Die Produzenten des Films arbeiteten für den Vertrieb mit Angel Studios zusammen. Über Crowdfunding sammelten sie über 1,23 Millionen US-Dollar ein, um die Veröffentlichung zu finanzieren.
Der Film, der am 31. März 2023 veröffentlicht wurde, spielte noch im selben Jahr über 12,2 Millionen US-Dollar ein.

## Kritiken
Laut Rotten Tomatoes erhielt der Film gute bis sehr gute Kritiken. Eine Befragung von CinemaScore ergab, dass Kinobesucher den Film weiterempfehlen würden und dem Film Bestnoten gaben.